# Jin Se-yeon
Dans ce nom coréen, le nom de famille, Jin, précède le nom personnel.
Jin Se-yeon, née Kim Yoon-jung le 15 février 1994, est une actrice et mannequin sud-coréenne.

## Filmographie
- 2011 : The Duo (série télévisée) : Dong-nyeo (jeuneyoung)
- 2011 : White: The Melody of the Curse : Je-ni
- 2011 : Daughters of Club Bilitis (téléfilm) : Kim, Joo-Yeon
- 2012 : Five Fingers (série télévisée) : Da-mi Hong
- 2012 : Bridal Mask (en) (série télévisée) : Oh Mok Dan / Boon Yi / Esther
- 2012-2014 : Running Man (série télévisée) : elle-même
- 2014 : Inspiring Generation (série télévisée) : Kim Ok-ryeon
- 2014 : The Language of Love
- 2014 : Doctor Stranger (série télévisée) : Song Jae-Hee / Han Seung-Hee
- 2015 : Enemies In-Law : Park Young-hee
- 2015-2016 : High-End Crush (série télévisée) : Yoo Yi-ryung
- 2016 : The Flower in Prison (série télévisée) : Ok-nyeo
- 2016 : Memories of War (인천상륙작전) de Lee Jae-han : Han Chae-seon